# West Welney
West Welney var en civil parish 1889–1935 när det uppgick i Welney och Upwell, i grevskapet Norfolk i England. Civil parish var belägen 8 km från Littleport och hade 501 invånare år 1931.